# Mang (Dehong)

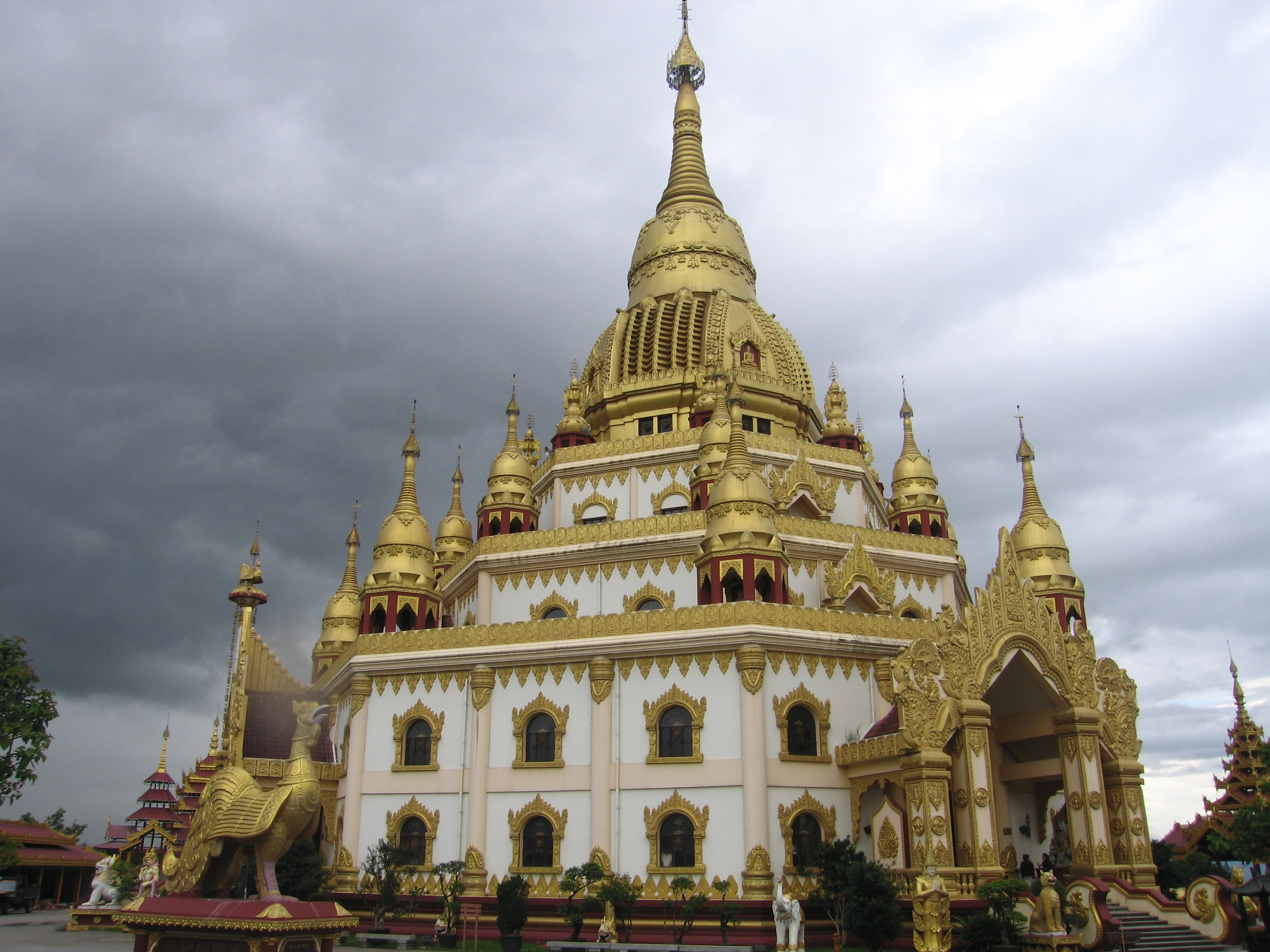
Große goldene Menghuan-Pagode (勐焕大金塔 (Měnghuàn dà jīn tǎ)) in Mang

Mang (chinesisch 芒市, Pinyin Máng Shì, Tai Nüa ᥝᥥᥒᥰ ᥛᥫᥒᥰ ᥑᥩᥢᥴ, Jingpo Mangshi Myu), bis 2010 Luxi (chinesisch 潞西市, Pinyin Lùxī Shì),  ist eine kreisfreie Stadt des Autonomen Bezirks Dehong der Dai und Jingpo im Westen der chinesischen Provinz Yunnan. Sie wird vom Longchuan Jiang durchflossen. Das Verwaltungsgebiet der Stadt hat eine Fläche von 2.898 km² und zählt 439.931 Einwohner (Stand: Zensus 2020). Mang ist Bezirkshauptstadt und Sitz der Bezirksregierung von Dehong.

## Administrative Gliederung
Auf Gemeindeebene setzt sich die kreisfreie Stadt aus fünf Großgemeinden und sechs Gemeinden (davon eine Nationalitätengemeinde der Deang) zusammen. Diese sind:
- Großgemeinde Mangshi 芒市镇
- Großgemeinde Zhefang 遮放镇
- Großgemeinde Mengjia 勐戛镇
- Großgemeinde Manghai 芒海镇
- Großgemeinde Fengping 风平镇

- Gemeinde Xuangang 轩岗乡
- Gemeinde Jiangdong 江东乡
- Gemeinde Xishan 西山乡
- Gemeinde Zhongshan 中山乡
- Gemeinde Santaishan der De’ang 三台山德昂族乡
- Gemeinde Wuchalu 五岔路乡